# Wasserkraftwerk Upper Salmon
Das Wasserkraftwerk Upper Salmon befindet sich auf der zur kanadischen Provinz Neufundland und Labrador gehörenden Insel Neufundland.
Das Wasserkraftwerk Upper Salmon gehört zu einem größeren Wasserkraftprojekt. Oberstrom befindet sich das Wasserkraftwerk Granite Canal, abstrom das Wasserkraftwerk Bay d’Espoir. Vom oberstrom gelegenen Cold Spring Lake führt ein Kanal zum Kraftwerk. Der See wird durch einen Staudamm am West Salmon River auf eine Höhe von 241 m aufgestaut. Gespeist wird der Cold Spring Lake von mehreren oberstrom gelegenen aufgestauten Seen: Great Burnt Lake, Crooked Lake und Meelpaeg Lake. Das Kraftwerk nutzt eine Fallhöhe von 51 m zum östlich gelegenen Godaleich Pond, welcher zum Round Pond abfließt. Das Wasserkraftwerk ging 1983 in Betrieb. Es besitzt eine Francis-Turbine mit einer installierten Leistung von 84 MW. Die Ausbauwassermenge liegt bei 189,5 m³/s. Die durchschnittliche Jahresenergieproduktion beträgt 570 GWh. Betreiber der Anlage ist Newfoundland and Labrador Hydro, eine Tochtergesellschaft von Nalcor Energy.